# Marek Witkowski
Marek Krzysztof Witkowski (* 21. Mai 1974 in Czechowice-Dziedzice) ist ein ehemaliger polnischer Kanute.

## Erfolge
Marek Witkowski gehörte bei zwei Olympischen Spielen zum polnischen Aufgebot im Vierer-Kajak auf der 1000-Meter-Strecke. Bei seinem Olympiadebüt 1996 in Atlanta qualifizierte sich die Mannschaft dank eines zweiten Platzes im Vorlauf direkt für das Finale, in dem sie als Vierte jedoch knapp einen Medaillengewinn verpassten. Bei den Olympischen Spielen 2000 in Sydney gelang der Mannschaft, zu der neben Witkowski noch Dariusz Białkowski, Grzegorz Kotowicz und Adam Seroczyński gehörten, als Dritte ihres Vorlaufs erneut die direkte Finalqualifikation. Im Endlauf überquerten sie nach 2:55,704 Minuten hinter der siegreichen ungarischen sowie der deutschen Mannschaft erneut als Dritte die Ziellinie und gewannen die Bronzemedaille.
Witkowski gewann im Vierer-Kajak weitere Medaillen bei Welt- und Europameisterschaften. Über 1000 Meter wurde er 1994 in Mexiko-Stadt Vizeweltmeister und belegte bei den Weltmeisterschaften 1995 in Duisburg sowohl über 500 Meter als auch über 1000 Meter den dritten Platz. Ebenfalls zwei Bronzemedaillen sicherte er sich bei den Europameisterschaften 1997 in Plowdiw auf der 200-Meter- und der 1000-Meter-Strecke. 1999 wurde Witkowski im Vierer-Kajak in Zagreb über 1000 Meter schließlich Europameister. Er gewann insgesamt vier polnische Landesmeisterschaften im Zweier-Kajak.